# Julio Martínez Gómez
Julio Martínez Gómez (Santander, 22 de junio de 1970) es un deportista español que compite en piragüismo en la modalidad de maratón. Es el piragüista con mayor número de victorias en el Descenso Internacional del Sella (11).

## Trayectoria

### Palmarés nacional
Ha sido campeón de España en cuatro modalidades diferentes: velocidad (2005 y 2008), maratón (1997, 1998, 2002, 2003, 2004 y 2005), ríos (2003, 2004, 2005 y 2006) y aguas bravas (2005). Destaca su historial en la modalidad de maratón, donde ha ganado en varias ocasiones el Campeonato de España y la Copa de España.

### Palmarés internacional
Ganó dos medallas en el Campeonato Mundial de Piragüismo en Maratón en los años 2000 y 2002, y tres medallas en el Campeonato Europeo de Piragüismo en Maratón entre los años 1999 y 2003.
| Campeonato Mundial | Campeonato Mundial            | Campeonato Mundial | Campeonato Mundial |
| Año                | Lugar                         | Medalla            | Evento             |
| ------------------ | ----------------------------- | ------------------ | ------------------ |
| 2000               | Dartmouth (Canadá)            | Medalla de plata   | K2                 |
| 2002               | Zamora (España)               | Medalla de bronce  | K2                 |
| Campeonato Europeo |                               |                    |                    |
| Año                | Lugar                         | Medalla            | Evento             |
| 1999               | Gorzów Wielkopolski (Polonia) | Medalla de oro     | K2                 |
| 2001               | Győr (Hungría)                | Medalla de plata   | K2                 |
| 2003               | Gdansk (Polonia)              | Medalla de plata   | K2                 |

### Descenso Internacional del Sella
Ha conquistado a lo largo de su carrera la victoria absoluta durante 11 años en el Descenso Internacional del Sella, siendo este uno de los descensos de piragüismo con más antigüedad y relevancia del mundo. De esta manera es el deportista que más veces lo ha conseguido en la historia de la prueba (1998, 1999, 2000, 2001, 2002, 2003, 2004, 2005, 2006, 2008 y 2009). Ha sido segundo en otras nueve ocasiones (1996, 1997, 2007, 2010, 2011, 2012, 2015, 2016 y 2018). Desde 1996 a 2013 subió al podio de modo consecutivo, completando una racha de dieciocho años.
| Edición | Año  | Puesto            | Embarcación                                      | Tiempo  |
| ------- | ---- | ----------------- | ------------------------------------------------ | ------- |
| LX      | 1996 | Medalla de plata  | Julio Martínez Gómez (K1)                        |         |
| LXI     | 1997 | Medalla de plata  | Julio Martínez Gómez (K1)                        |         |
| LXII    | 1998 | Medalla de oro    | Julio Martínez Gómez - Rafael Quevedo Torrientes | 1:13:14 |
| LXIII   | 1999 | Medalla de oro    | Julio Martínez Gómez - Rafael Quevedo Torrientes | 1:08:38 |
| LXIV    | 2000 | Medalla de oro    | Julio Martínez Gómez - Rafael Quevedo Torrientes | 1:08:17 |
| LXV     | 2001 | Medalla de oro    | Julio Martínez Gómez - Rafael Quevedo Torrientes | 1:10:16 |
| LXVI    | 2002 | Medalla de oro    | Julio Martínez Gómez - Manuel Busto Fernández    | 1:09:04 |
| LXVII   | 2003 | Medalla de oro    | Julio Martínez Gómez - Emilio Merchán Alonso     | 1:09:47 |
| LXVIII  | 2004 | Medalla de oro    | Julio Martínez Gómez - Emilio Merchán Alonso     | 1:08:23 |
| LXIX    | 2005 | Medalla de oro    | Julio Martínez Gómez - Emilio Merchán Alonso     | 1:08:27 |
| LXX     | 2006 | Medalla de oro    | Julio Martínez Gómez - Emilio Merchán Alonso     | 1:08:10 |
| LXI     | 2007 | Medalla de plata  | Julio Martínez Gómez - José Julián Becerro       | 1:09:46 |
| LXXII   | 2008 | Medalla de oro    | Julio Martínez Gómez - Javier Hernanz Agüería    | 1:06:15 |
| LXXIII  | 2009 | Medalla de oro    | Julio Martínez Gómez - Miguel Fernández Castañón | 1:01:14 |
| LXXIV   | 2010 | Medalla de plata  | Julio Martínez Gómez - Miguel Fernández Castañón | 1:08:59 |
| LXXV    | 2011 | Medalla de plata  | Julio Martínez Gómez - José Julián Becerro       | 1:05:24 |
| LXXVI   | 2012 | Medalla de plata  | Julio Martínez Gómez - Javier Hernanz Agüeria    | 1:09:24 |
| LXXVII  | 2013 | Medalla de bronce | Julio Martínez Gómez - José Julián Becerro       | 1:07:44 |
| LXXVIII | 2014 | 6.º               | Julio Martínez Gómez - José Julián Becerro       | 1:07:03 |
| LXXIX   | 2015 | Medalla de plata  | Julio Martínez Gómez - Emilio Llamedo Álvarez    | 1:08:22 |
| LXXX    | 2016 | Medalla de plata  | Julio Martínez Gómez - José Julián Becerro       | 1:08:09 |
| LXXXI   | 2017 | Medalla de bronce | Julio Martínez Gómez - José Julián Becerro       | 1:07:20 |
| LXXXII  | 2018 | Medalla de plata  | Julio Martínez Gómez - Rubén González            | 1:06:31 |
| LXXXIII | 2019 | 7.º               | Julio Martínez Gómez - Emilio Llamedo Iglesias   | 1:09:51 |
| LXXXIV  | 2022 | Medalla de bronce | Julio Martínez Gómez - Emilio Llamedo Iglesias   | 1:07:47 |
| LXXXV   | 2023 | 10.°              | Julio Martínez Gómez - Julián Daniel Salinas     | 1:09:52 |
| LXXXVI  | 2024 | 11º               | Julio Martínez Gómez - Emilio Llamedo Álvarez    | 1:10:17 |

## Resultados por años

### 1996 a 2001
En el año 1996 decide entrenar en Zamora como pupilo de Juan José Román Mangas, en el último año de vida competitiva de este. Disputa por primera vez el Descenso del Sella con opciones al triunfo, y lo hace en la categoría K1, como equipo Piragüismo Colindres. Obtiene el segundo puesto detrás del malogrado gallego José Corral Bustabad. En la siguiente temporada vuelve a disputar el Sella en K1, repitiendo posición, siendo vencido por Federico Vega Suárez. Fichando en este año con el Iberdrola de Zamora.
En el año 1998 se decide a formar K2 después de haber sido segundo por dos veces, lo que le motivo a buscar más aún la victoria pero ahora en la categoría reina. Su primera pareja con la que ganó el Descenso fue Rafael Quevedo Torrientes en el equipo Iberdrola de Zamora, y repitió victoria hasta en cuatro ediciones. Logrando también ser Subcampeones del Mundo en 2000 en Canadá, cuartos en 1999 en Hungría, así como Campeones de Europa en 1999 en Polonia y segundos en 2001 en Hungría.

### 2002 a 2006
Tras la retirada de su compañero Rafael Quevedo, en 2002 forma K2 junto a Manuel Busto Fernández en el equipo Oviedo Kayak. Con el que logra la quinta victoria consecutiva, así como la medalla de Bronce en el Campeonato del Mundo en España.
Durante el período de cuatro años (2003 a 2006) la pareja de K2 la conforma junto al zamorano Emilio Merchán Alonso en el club Canoa Kayak de Zamora. Obteniendo cuatro nuevas victorias en Descenso del Sella. Siendo la más recordada la de 2004, victoria lograda después de la famosa maniobra de portear la Isla de la Boticaria a un kilómetro escaso de meta, con la que superaron al K2 de Busto y Aizpurua. Siendo esta la pareja con la que más rivalidad mantuvieron en todos estos años. También obtienen el subcampeonato de Europa en 2003 en Polonia. Así como permanecer durante más de tres años imbatidos en todo tipo de competiciones disputadas.

### 2007 a 2011
El 4 de agosto de 2007 se disputa el Descenso del Sella, siendo en este año la pareja de K2 José Julián Becerro en el club Bañezano de Piragüismo. En su intento conseguir la décima victoria consecutiva, tiene que conformarse en esta ocasión con subir al pódium en segundo lugar, siendo batidos al sprint por los palentinos Jorge Alonso y Santiago Guerrero Arroyo.

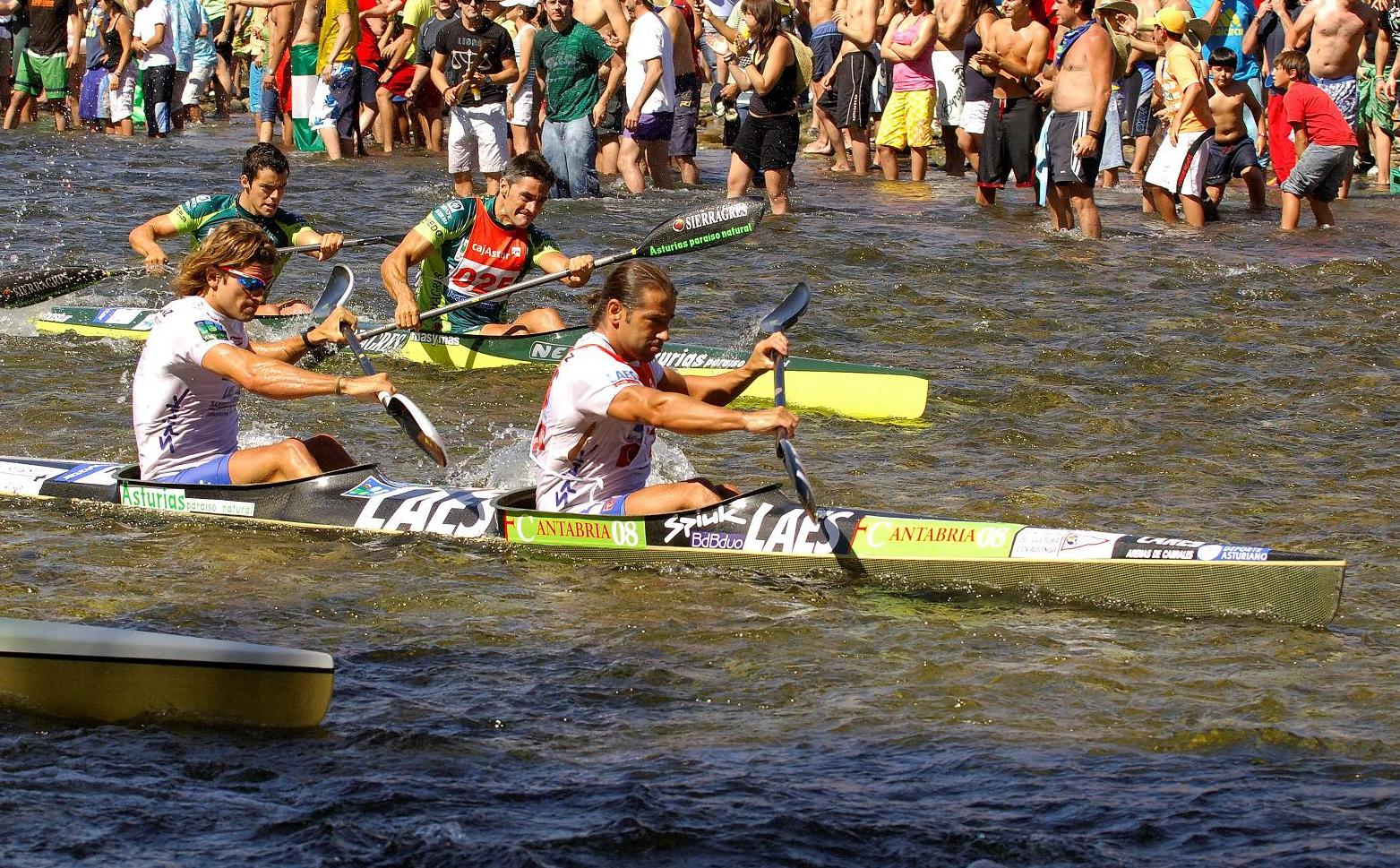
Julio Martínez y Javier Hernanz. Salida Sella 2008.

El 9 de agosto de 2008 disputó la 72.ª edición del Descenso Internacional del Río Sella, junto a Javier Hernanz Agüería en el equipo del R. G. C. Covadonga de Gijón, logrando su décima victoria en la categoría K2, con la mayor ventaja sobre el segundo clasificado, casi dos minutos, y estableciendo un tiempo de 1 hora 6 minutos y 15 segundos, 21 segundos menos del mejor registro conseguido hasta ahora en esta prueba en 1988 por los australianos J.Jacoby y Ramón Andersson. También ese año, se adjudicaron el Descenso Internacional del Carrión.
El 30 de agosto de 2008 se adjudicó, también junto a Javier Hernanz, el Campeonato de España de pista en la modalidad de 1000 metros. Así como el segundo lugar en K-4 también sobre 1000 metros. También este año y con motivo de la Exposición Internacional en Zaragoza, julio y otros tres compañeros descendieron el río Ebro desde Fontibre hasta Zaragoza, exactamente 460 km que van desde el nacimiento del río hasta Zaragoza.
El 8 de agosto de 2009 disputó otro año más el Descenso Internacional del Río Sella, en su 73.ª edición y volvió a ganar la prueba junto a Miguel Fernández Castañón de nuevo en el club Bañezano, con el que batió el récord de la competición en más de cinco minutos, dejando el nuevo registro en 1 hora, 1 minuto y 14 segundos. Un récord que había permanecido durante 20 años, que fue batido un año antes y que este año volvía a ser rebajado. De esta manera se proclamó por undécima vez campeón de la prueba y además con cinco parejas diferentes.
El 7 de agosto de 2010 disputó la 74.ª edición del Descenso del Sella. En esta ocasión repitió con su último compañero, pero se tuvo que conformar con la segunda posición, siendo superados por la pareja de Walter Bouzán y Álvaro Fernández Fiuza. Al terminar, decidieron donar el correspondiente premio en metálico por su segundo puesto a la Plataforma «Arriondas Sigue», creada para paliar los problemas ocasionados en Arriondas y alrededores por las inundaciones del pasado 16 de junio, que dejaron numerosas perdidas económicas en toda la comarca.
El 6 de agosto  de 2011 participó en la 75.ª edición del Descenso del Sella. Una edición muy emotiva no solo por ser el 75 aniversario del Descenso, si no por el homenaje póstumo que se le rinde al que ha sido Presidente Organizador del Descenso del Sella en los últimos 30 años, Emilio Llamedo, fallecido pocos días antes de la celebración de este aniversario tan especial. Para este descenso forma equipo con José Julián Becerro con el Club Bañezano de Piragüismo, y vuelven a repetir el mismo resultado que ya obtuviera con esta pareja en 2007, siendo segundos en esta ocasión tras Walter Bouzán y Álvaro Fernández Fiuza.

## Premios y reconocimientos
- Premio Depor. Nacional 2001, de la APDC (Asociación Prensa Deportiva de Cantabria).
- Real Orden al Mérito Deportivo del CSD 2003.[16]
- Premio Gesta Deportiva 2005 de la APDC.
- Premio Gesta Deportiva 2006 de le APDC.[17]
- Medalla al Mérito Deportivo de Fed. Cantabra Pir. 2009.[18]
- Gallo del Año 2009 de A. D. Gallinero H. C. de la R.S. Tenis de Santander.[19]
- Premio Gesta Deportiva 2009 de la APDC.[20]

El 4 de noviembre de 2005, el presidente de Cantabria, Miguel Ángel Revilla, inauguró la Avenida Julio Martínez Gómez, como reconocimiento del Ayuntamiento de Voto (Cantabria) a los logros deportivos conquistados para el municipio por parte de su vecino. Dicha avenida se encuentra en el barrio del Cristo de Carasa.